# Asilus therevinus
Asilus therevinus är en tvåvingeart som beskrevs av Camillo Rondani 1851. Asilus therevinus ingår i släktet Asilus och familjen rovflugor. Inga underarter finns listade i Catalogue of Life.